# Glindow
Glindow è una frazione (Ortsteil) della città tedesca di Werder (Havel), nel Land del Brandeburgo.
Comprende la località di Elisabethhöhe.

## Storia
Glindow fu nominata per la prima volta nel 1351.
Il 31 dicembre 2001 il comune di Glindow venne aggregato alla città di Werder (Havel).

## Amministrazione
La frazione di Glindow è rappresentata da un consiglio di frazione (Ortsbeirat) di 9 membri.